# 黎巴嫩武裝部隊
黎巴嫩武裝部队（阿拉伯语：‎)，又称黎巴嫩軍隊（阿拉伯语：‎），黎巴嫩軍隊的任務是保障社會稳定，維護国家，以及進行人道主義救援 。